# Lambert Genot
Lambert Genot – belgijski bokser, brązowy medalista Mistrzostw Europy z roku 1939.

## Kariera
W kwietniu 1939 zdobył brązowy medal na Mistrzostwach Europy, w kategorii piórkowej. W ćwierćfinale mistrzostw pokonał na punkty Litwina Konstantinsa Tregersa. W półfinale przegrał na punkty z reprezentantem Polski Antonim Czortkiem. W walce o brązowy medal Genot pokonał walkowerem reprezentanta Szkocji Jimmy'ego Watsona.